# Virgin Radio TV
Ne doit pas être confondu avec Virgin 17.
Virgin Radio TV est une chaîne de télévision musicale appartenant à Largardère Active, lancée en preview sur le site de Virgin Radio ainsi que Dailymotion, puis lancée officiellement sur les réseaux ADSL de Free le 20 mars 2014 à 20 h. Après cinq années d'existence, la chaîne a cessé d'émettre le 1er juillet 2019 à 9 h 37.

## Histoire de la chaîne
Ciblant les 18-34 ans, la chaîne adopte la même position que la radio, axée sur le style pop-rock et l'electro. La programmation est basée sur des clips, des concerts, ainsi que des émissions de Virgin Radio, comme la matinale ou la soirée. Ayant retenu l'échec subi avec Virgin 17 sur la TNT, le groupe n'engage pas un gros enjeu économique, en établissant une programmation au budget limité, pas plus de deux millions d'euros. La chaîne a été lancée en compagnie d'artistes comme Shaka Ponk, Cats on Trees, Elephanz, Renan Luce, Kyo, HollySiz, Peter Peter, Cris Cab, Corson ou encore Irma, dans la salle de concert La Maroquinerie.
Le 11 février 2019, le site Stratégies annonce que la chaîne Virgin Radio TV cessera sa diffusion le 30 juin 2019.
La chaîne a cessé la diffusion de ses programmes le 1er juillet 2019 à 9h37, par un écran noir.

## Identité visuelle

Logo du 20 mars 2014 à septembre 2016.
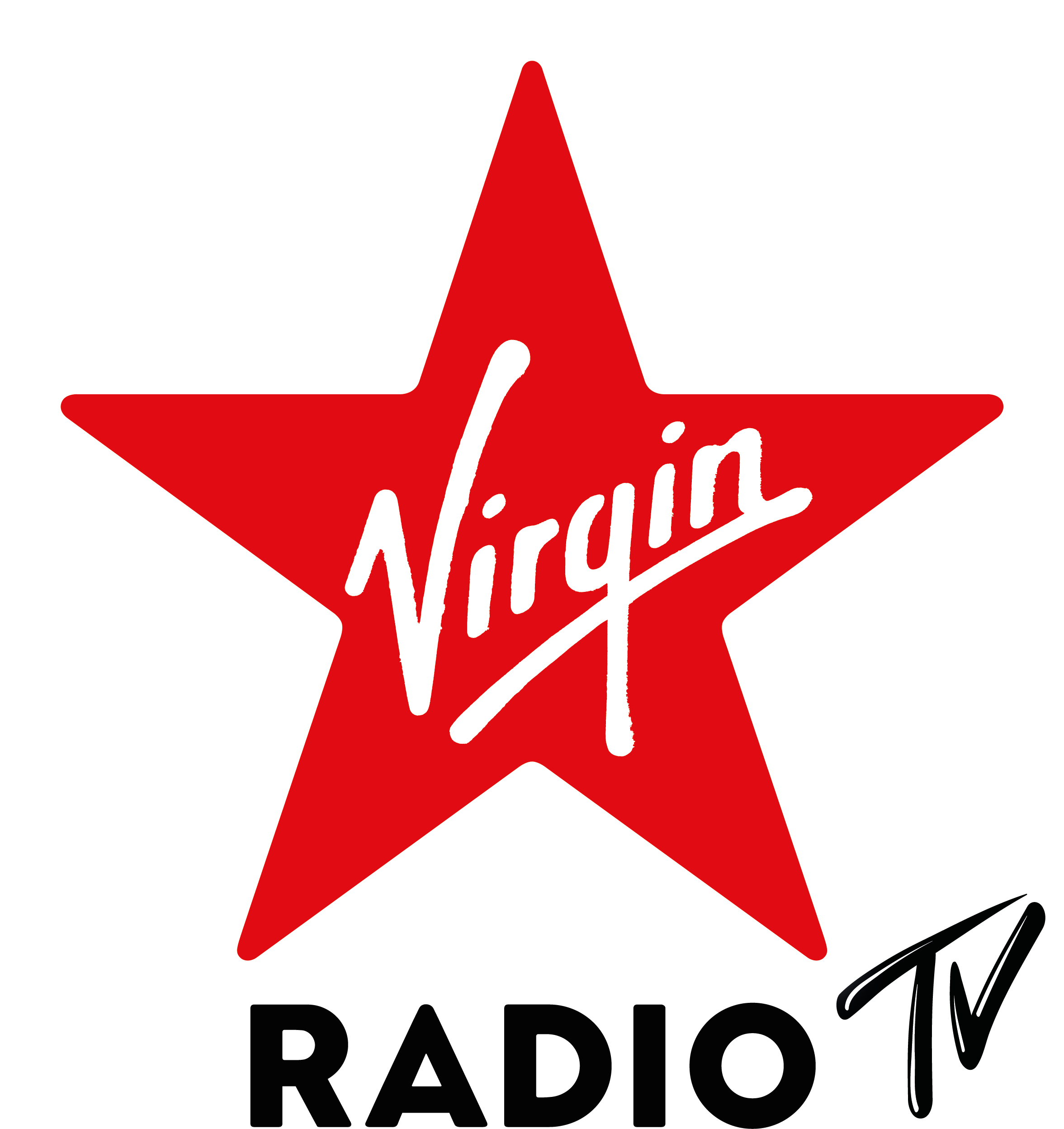
Logo de septembre 2016 au 1er juillet 2019.

## Slogans
- Depuis 20 mars 2014 : « Pop Rock Electro »